# صالح بن عقيل العقلاء
صالح بن عقيل العقلاء عميد سابق في القوات الجوية الملكية السعودية, التحق بالجيش الفرنسي وعمره 14 عاما وشارك في الحرب العالمية الثانية حصل خلالها على سبع ميداليات ونياشين عسكرية.

## حياته
توفي والده وعمره سبع سنوات، وبعد فترة ليست بالبعيدة توفيت والدته، عمل في الزراعة وهو صغير، ولم تسمح ظروفه الصعبة له بأن يلتحق بالكتاتيب للتعلم في ذلك الوقت المبكر من عمره، وتلقى العلم عقب انضمامه للجيش الفرنسي في سوريا.

## رحلة الشام والعراق
بعد أن أصيب عمه عقلا العلي العقلاء بالعمى، ذهب إلى بغداد للبحث عن طبيب عيون يعالجه، فقرر صالح أن يذهب معه. وعندما فاتح عمه في ذلك رفض بشدة لصغر سنه – إلا أنه استطع إقناعه بعد عدة محاولات، اضطر للموافقة لعدم وجود أحد غير صالح يذهب معه.
سافروا على ظهور الإبل، وكان صالح وعمه بصحبة ثلاثة أشخاص من البدو وهم مشعان وحمود ومنوخ، وهم جميعا من اللواحق من شمر. وكانوا هم الأدلاء للطريق، لأن عمه لم يكن يستطيع الرؤية وكان صالح آنذاك صغير السن ولم يسبق له السفر. كانت الرحلة شاقة للغاية، وبعد تسعة أيام وصلوا لبغداد وكانت الصدمة لأنهم لم يجدوا طبيب عيون. وحينئذ قرروا السفر للشام بحثا عن طبيب عيون هناك وكان ذلك عام 1930 ميلادي – أي قبل 84 سنة- وقد أخذوا وجهتهم إلى تدمر لأنها كانت في ذلك الوقت تعتبر المركز الرئيسي لأهالي نجد من حائل والقصيم وللأسف أخبروهم أنه لا يوجد طبيب عيون وأن الطبيب الوحيد موجود بالقدس.
ساهمت هذه الرحلة إلى حد كبير في تحديد مستقبل العميد صالح العقلاء وذلك عندما سأل عمه عن مقدار ما معه من نقود، فوجدها لا تكفي حتى لتكاليف العلاج – إضافة إلى تكاليف رحلتهم للقدس ثم عودتهم إلى حائل. ولم يجد أمامه إلا أن «يكتب» كعسكري، وأخبر عمه بقراره فرفض وقال انه يفضل أن يظل كفيفا طول العمر ولا أن يقدم على هذه الخطوة ولكن عاد ووافق أمام إلحاحه، وبالفعل انضمم كعسكري إلى الجيش الفرنسي.

## إنضمامه إلى الجيش الفرنسي
انضم للجيش الفرنسي وعمره حوالي 14 عاما وعندما قابل الضابط الفرنسي المسؤول عن التسجيل نظر إليه وقال كم عمرك - وكان يتكلم العربية قليلا - فقال 14 سنة، فأخبره بأنه سوف يرسله إلى الطبيب لإجراء الفحص الطبي وطلب منه أن يقول للطبيب أن عمره 18 عاما، وبالفعل سأله الطبيب عن عمره – بواسطة مترجم – وقال له بأن عمره 18 عام -كما قال له الضابط- فضحك الطبيب وقال له إنت عمرك مابين 13 إلى 14 سنه وبعد فحصه أشر على أوراقه بالقبول والتحق رسميا بالجيش الفرنسي.
كان راتب العميد صالح آنذاك أربعة جنيهات ذهب وهو راتب كبير بكل المقاييس وقتها، وكان هناك بعض التجار من أهل نجد – ومنهم عبد الله العقباني من القصيم وعلي الدكماري من عنيزة وعبد المحسن المهوس من حائل – متخصصين في مد أي شخص يقبل في الجيش الفرنسي بما يحتاج إليه كالذلول وما يلزمها ويقسطون قيمة ذلك على الراتب، وبالفعل أخذ منهم ذلولا وأعطى عمه عقلاء 12 جنيها من الذهب وذهب مع جماعة من أهل نجد من العقيلات للأردن ومن ثم للقدس وأجرى العملية واستعاد بصره وعاد إلى حائل مبصراً.

## مشاركته في الحرب العالمية الثانية
شارك العميد صالح العقلاء في الحرب العالمية الثانية وكان شاهد عيان على معظم أحداث الحرب، ونجى العميد صالح من موت محقق بعد تعرض المعسكر الذي شارك فيه لغارات جوية متتالية من الطائرات الألمانية وكان الاحتماء منها يتم بالنزول بأسرع ما يمكن في خندق مزود بالمدافع والرشاشات المضادة للطائرات، وفي إحدى هذه الغارات كان موجودا داخل المعسكر وعندما أحس بها أسرع في طريقه للخندق ولكن الطيار الألماني تمكن من رؤيته فما كان منه إلا أن ألقى عليه قنبلتين، واحدة سقطت أمامه على بعد خمسة أمتار فقط والثانية سقطت خلفه على بعد ثمانية أمتار ولفه الغبار ولم يعد يرى شيئا أمامه غير أن سمع زملائه في الخندق يقولون صالح مات، وكانت المفاجأة أنه لم يصب بسوء وتمكن من الجري للخندق لمسافة نصف كيلو متر وسط ذهول الجميع.

التقى العميد صالح عدداً من الشخصيات العسكرية المعروفة منهم برنارد مونتغمري المشير الإنجليزي الذي كان يتمتع بذكاء حاد أيضا وقدرة فائقة في قيادة الجيوش -كما قال عنه العميد صالح- وكان نحيفا جدا «جلد على عظم» كما شاهده في معركة العلمين التي انتصر فيها على روميل عام 1942.
كما التقى إرفين روميل القائد العام للقوات الألمانية في أفريقيا الشمالية قال بأنه كان على درجة كبيرة من الذكاء وقد انتحر بعد هزيمة ألمانيا في الحرب.

## رحلة التكريم والإحتفال بالنصر
بعد انتهاء الحرب العالمية الثانية تم انتخاب أربعين من الجنود وسبعة ضباط لتمثيل الجيش الأردني في احتفالات انتصار الحلفاء للذهاب إلى المملكة المتحدة وكان واحدا من الضباط الذين تم اختيارهم العميد صالح العقلاء ووقتها كان برتبة ملازم أول، وبالفعل ذهبوا من الأردن لمصر وتوجهوا رأسا إلى بورسعيد ومكثوا في المعسكرات المعدة لهم هناك عدة أيام ركبوا بعدها الباخرة متجهين إلى بريطانيا عن طريق مالطا وجبل طارق وقد استغرقت الرحلة ثلاثة أشهر حتى وصلوا إلى ميناء ليفربول ومنه انتقلوا إلى لندن, وهناك كان في إستقبالهم بعض المسؤولين العسكريين وبعض اللوردات الذين استقبلوهم بترحاب كبير، وقد شاركوا في الاحتفالات وأخذوهم في جولة إستطلاعية في لندن لزيارة الأماكن الأثرية والقصر الملكي ومتحف الشمع والمحلات التجارية الكبيرة.

## مناصبه
- تولى إدارة مشتريات إعاشة الجيوش بالرياض.
- أستلم منصب إداري بالمديرية العامة بوزارة الدفاع والطيران (وزارة الدفاع حاليا).
- عمل في الاستخبارات العسكرية السعودية.

## أسرته
تزوج ابنة عمه سعدى العقلاء وله من الأبناء:
- سليمان العقلاء (رحمه الله).
- الدكتور عقيل العقلاء.
- الاستاذ خالد العقلاء.
- الاستاذ أحمد العقلاء.
- الاستاذ متعب العقلاء.

وله من البنات:
- نورة العقلاء.
- زهوة العقلاء.
- فوزية العقلاء.

## وفاته
توفي في الرابع عشر من شعبان عام 1413 الموافق 1993/2/8 في منزله بمدينة حائل.